# Giulianova Calcio 2001-2002
Questa pagina raccoglie le informazioni riguardanti il Giulianova Calcio nelle competizioni ufficiali della stagione 2001-2002.

## Rosa
| N. |                   | Ruolo | Calciatore           |
| -- | ----------------- | ----- | -------------------- |
|    | Italia (bandiera) | C     | Luca Albieri         |
|    | Italia (bandiera) | C     | Salvatore Ambrosino  |
|    | Italia (bandiera) | P     | Liam Ardigò          |
|    | Italia (bandiera) | C     | Oberdan Biagioni     |
|    | Italia (bandiera) | D     | Maurizio Caccavale   |
|    | Italia (bandiera) | A     | Gianni Califano      |
|    | Italia (bandiera) | C     | Roberto Cappellacci  |
|    | Italia (bandiera) | C     | Michele Cassano      |
|    | Italia (bandiera) | D     | Francesco De Falco   |
|    | Italia (bandiera) | D     | Cristiano Del Grosso |
|    | Italia (bandiera) | C     | Federico Del Grosso  |
|    | Italia (bandiera) | C     | Domenico Di Cola     |
|    | Italia (bandiera) | A     | Sergio Di Corcia     |

| N. |                   | Ruolo | Calciatore                  |
| -- | ----------------- | ----- | --------------------------- |
|    | Italia (bandiera) | A     | Fabio Salvatore Di Domenico |
|    | Italia (bandiera) | A     | Firmino Elia                |
|    | Italia (bandiera) | C     | Massimo Epifani             |
|    | Italia (bandiera) | C     | Marcello Esposito           |
|    | Italia (bandiera) | C     | Fabrizio Ferrigno           |
|    | Italia (bandiera) | C     | Giuseppe Lanotte            |
|    | Serbia (bandiera) | D     | Zoran Luzi                  |
|    | Italia (bandiera) | D     | Vincenzo Maiuri             |
|    | Italia (bandiera) | D     | Stefano Olivieri            |
|    | Italia (bandiera) | A     | Roberto Putelli             |
|    | Italia (bandiera) | A     | Giovanni Spinelli           |
|    | Italia (bandiera) | P     | Marco Varaldi               |
|    | Italia (bandiera) | D     | Michele Zanutta             |

## Risultati

### Campionato

#### Girone di andata
| 2 settembre 2001 1ª giornata | Giulianova | 2 – 0 | Chieti |  |

| 9 settembre 2001 2ª giornata | Castel di Sangro | 1 – 0 | Giulianova |  |

| 16 settembre 2001 3ª giornata | Giulianova | 3 – 0 | Viterbese |  |

| 23 settembre 2001 4ª giornata | L'Aquila | 1 – 2 | Giulianova |  |

| 30 settembre 2001 5ª giornata | Giulianova | 2 – 2 | Nocerina |  |

| 7 ottobre 2001 6ª giornata | Sporting Benevento | 0 – 1 | Giulianova |  |

| 14 ottobre 2001 7ª giornata | Giulianova | 1 – 0 | Fermana |  |

| 21 ottobre 2001 8ª giornata | Pescara | 0 – 0 | Giulianova |  |

| 28 ottobre 2001 9ª giornata | Giulianova | 1 – 2 | Sora |  |

| 4 novembre 2001 10ª giornata | Lodigiani | 1 – 6 | Giulianova |  |

| 11 novembre 2001 11ª giornata | Giulianova | 0 – 0 | Catania |  |

| 18 novembre 2001 12ª giornata | Taranto | 2 – 1 | Giulianova |  |

| 25 novembre 2001 13ª giornata | Giulianova | 1 – 0 | Torres |  |

| 2 dicembre 2001 14ª giornata | Vis Pesaro | 1 – 1 | Giulianova |  |

| 9 dicembre 2001 15ª giornata | Giulianova | 0 – 0 | Avellino |  |

| 16 dicembre 2001 16ª giornata | Ascoli | 1 – 1 | Giulianova |  |

| 23 dicembre 2001 17ª giornata | Giulianova | 1 – 1 | Lanciano |  |

#### Girone di ritorno
| 6 gennaio 2002 18ª giornata | Chieti | 2 – 1 | Giulianova |  |

| 13 gennaio 2002 19ª giornata | Giulianova | 0 – 0 | Castel di Sangro |  |

| 20 gennaio 2002 20ª giornata | Viterbese | 2 – 0 | Giulianova |  |

| 27 gennaio 2002 21ª giornata | Giulianova | 2 – 1 | L'Aquila |  |

| 3 febbraio 2002 22ª giornata | Nocerina | 1 – 1 | Giulianova |  |

| 10 febbraio 2002 23ª giornata | Giulianova | 0 – 0 | Sporting Benevento |  |

| 17 febbraio 2002 24ª giornata | Fermana | 0 – 1 | Giulianova |  |

| 4 marzo 2002 25ª giornata | Giulianova | 2 – 2 | Pescara |  |

| 10 marzo 2002 26ª giornata | Sora | 0 – 2 | Giulianova |  |

| 17 marzo 2002 27ª giornata | Giulianova | 1 – 0 | Lodigiani |  |

| 24 marzo 2002 28ª giornata | Catania | 2 – 1 | Giulianova |  |

| 30 marzo 2002 29ª giornata | Giulianova | 1 – 1 | Taranto |  |

| 7 aprile 2002 30ª giornata | Torres | 2 – 0 | Giulianova |  |

| 14 aprile 2002 31ª giornata | Giulianova | 4 – 0 | Vis Pesaro |  |

| 21 aprile 2002 32ª giornata | Avellino | 2 – 1 | Giulianova |  |

| 28 aprile 2002 33ª giornata | Giulianova | 2 – 1 | Ascoli |  |

| 5 maggio 2002 34ª giornata | Lanciano | 3 – 2 | Giulianova |  |

### Coppa Italia Serie C

#### Fase eliminatoria a gironi
| 12 agosto 2001 1ª giornata - Girone M | Giulianova | 2 – 2 | Torres |  |

| 19 agosto 2001 2ª giornata - Girone M | Teramo | 1 – 1 | Giulianova |  |

| 22 agosto 2001 3ª giornata - Girone M | Giulianova | 0 – 2 | L'Aquila |  |

| 29 agosto 2001 5ª giornata - Girone M | Lodigiani | 1 – 1 | Giulianova |  |